# Just Another Pretty Face
Just Another Pretty Face es un episodio de la segunda temporada de la serie The Munsters donde un accidente hace que Herman adquiera forma humana.

## Sinopsis
El abuelo trabaja en una máquina que crearía la paz mundial, pero al ser un trabajo secreto prohíbe que nadie entre en el laboratorio. Pero la curiosidad de Herman hace que a media noche este vaya al laboratorio, donde comienza a jugar con la máquina y recibe una descarga eléctrica que le provoca una deformación en el cuerpo. Herman revive, es decir ahora tiene forma humana.
Desesperado, Herman va a ver al doctor Dudley para que este le practique una cirugía plástica y vuelva a ser como antes, pero el doctor se niega al pensar que es una broma.
El abuelo Munster consigue los planos originales de Herman (un regalo del doctor Frankestain), sobre la base de los planos el abuelo logra devolverle su forma monstruosa a Herman pero no del todo, pues ahora es una chica.
Resignado, Herman decide salir de casa cuando de pronto un rayo le cae encima y lo restaura al cien por cien.